# George Strauss, Baron Strauss
George Russell Strauss, Baron Strauss PC (* 18. Juli 1901; † 5. Juni 1993) war ein britischer Politiker der Labour Party, der mit Unterbrechungen 46 Jahre lang Abgeordneter des House of Commons, einige Jahre Minister für Versorgung sowie zwischen 1974 und 1979 als dienstältestes Mitglied des Unterhauses Father of the House war und 1979 als Life Peer aufgrund des Life Peerages Act 1958 Mitglied des House of Lords wurde. Zum Zeitpunkt seines Todes gehörte er dem Parlament des Vereinigten Königreichs sechzig Jahre lang an.

## Leben

### Familie, erfolglose Unterhauskandidatur und Kommunalpolitiker
George Strauss stammte aus einer wohlhabenden jüdischen Familie von Metallhändlern und war der Sohn von Arthur Strauss, der als Vertreter der Conservative Party ebenfalls Mitglied des Unterhauses war und später der Labour Party beitrat. Nach dem Besuch der renommierten Rugby School trat er nach dem Tod seines Vaters am 30. November 1920 in das Familienunternehmen ein und blieb als Manager in diesem bis 1945 tätig.
Bei den Unterhauswahlen vom 29. Oktober 1924 kandidierte Strauss im Wahlkreis Lambeth North erstmals für ein Mandat im Unterhaus, unterlag aber dem Wahlkreisinhaber der Liberal Party, Frank Briant: Während Briant auf 7943 Stimmen (37,2 Prozent) kam, aber im Vergleich zur Wahl vom 6. Dezember 1923 11,3 Prozentpunkte verlor, erhielt Strauss 7914 Wählerstimmen (37,1 Prozent). Trotz einer Verbesserung des Vorwahlergebnisses des Labour-Kandidaten F. Hughes um 15,2 Prozentpunkte verlor Strauss somit mit nur 29 Stimmen Unterschied. Im Anschluss begann er eine politische Laufbahn in der Kommunalpolitik und wurde 1925 als Vertreter von North Lambeth Mitglied des London County Council (LCC), dem er bis 1931 angehörte.

### Unterhausabgeordneter
Bei den Unterhauswahlen vom 30. Mai 1929 konnte er sich dann im Wahlkreis Lambeth North gegen den bisherigen Wahlkreisinhaber Frank Briant durchsetzen und erreichte 11.264 Stimmen (43,8 Prozent), während Briant mit 10.722 Stimmen (41,8 Prozent) diesmal 542 Stimmen weniger als Strauss erhielt und den Wahlkreis verlor. Während dieser Zeit fungierte er zwischen 1929 und 1931 als Parlamentarischer Privatsekretär (Parliamentary Private Secretary) von Herbert Morrison, der von Mai 1929 bis Oktober 1931 Transportminister im Kabinett von Premierminister Ramsay MacDonald war.
Bei den Unterhauswahlen vom 27. Oktober 1931 erlitt er jedoch eine dramatische Wahlniederlage gegen Frank Briant, der wieder für die Liberal Party im Wahlkreis Lambeth North antrat: Briant errang 16.368 Stimmen und damit nach einer Verbesserung seines letzten Ergebnisses von 23,3 Prozentpunkten nunmehr eine absolute Mehrheit von 65,1 Prozent. Strauss verlor 8,9 Prozentpunkte und kam nur noch auf 8766 Wählerstimmen (34,9 Prozent) und schied damit wieder aus dem Unterhaus aus. 1932 wurde er abermals zum Mitglied des London County Council und vertrat in diesem nunmehr South-East Southwark.
Nach dem Tod Briants am 1. September 1934 wurde Strauss bei der daraufhin abgehaltenen Nachwahl (By-election) vom 23. Oktober 1934 als dessen Nachfolger mit 11.281 Stimmen (57,9 Prozent) wieder zum Abgeordneten gewählt und bei den darauf folgenden Unterhauswahlen vom 14. November 1935 sowie 5. Juli 1945 jeweils mit absoluter Mehrheit von 55,4 beziehungsweise 66,6 Prozent wiedergewählt und vertrat somit den Wahlkreis Lambeth North bis zu dessen Auflösung am 3. Februar 1950.
Im September 1939 wurde Strauss zusammen mit Aneurin Bevan und Richard Stafford Cripps vorübergehend aus der Labour Party ausgeschlossen wegen seines Eintreten für die von Cripps gegründeten Volksfront gegen Nazismus und Faschismus. Bereits im November 1939 wurden sie wieder in die Partei aufgenommen, nachdem sie sich einverstanden erklärten, sich nicht erneut als Leiter oder Teilnehmer in Kampagnen zu engagieren, die im Gegensatz zur erklärten Politik der Labour Party standen.
Während des Zweiten Weltkrieges wurde er im Februar 1942 Parlamentarischer Privatsekretär von Richard Stafford Cripps, der zunächst Lordsiegelbewahrer (Lord Privy Seal) und danach zwischen November 1942 und 1945 Minister für Flugzeugproduktion (Minister of Aircraft Production) im Kriegskabinett von Premierminister Winston Churchill war.

### Minister für Versorgung
Nach dem Wahlsieg der Labour Party bei den Unterhauswahlen am 5. Juli 1945 übernahm Strauss die Funktion als Parlamentarischer Sekretär (Parliamentary Secretary) im Transportministerium und war als solcher bis 1947 einer der engsten Mitarbeiter von Transportminister Alfred Barnes.
Im Rahmen einer Regierungsumbildung wurde Strauss am 7. Oktober 1947 von Premierminister Clement Attlee als Nachfolger von John Wilmot zum Minister für Versorgung (Minister of Supply) ernannt und bekleidete diese Funktion bis zur Wahlniederlage der Labour Party bei den Unterhauswahlen vom 25. Oktober 1951. Obwohl dieses Ministeramt keinen Kabinettsstatus besaß, stellte die Funktion eine Schlüsselposition in der Nachkriegsregierung der Labour Party dar. Zugleich wurde er 1947 zum Mitglied des Privy Council ernannt und war als Minister mit einer der am kontroversesten Gesetze jener Regierung betraut, der Verstaatlichung der Eisen- und Stahlindustrie durch das Iron & Steel Act 1949, die zur Gründung des Staatsunternehmens Iron and Steel Corporation of Great Britain führte.

### Wiederwahl ins Unterhaus
Nach der Auflösung des Wahlkreises Lambeth North wurde Strauss bei den Unterhauswahlen am 23. Februar 1950 im neugeschaffenen Wahlkreis Vauxhall mit 23.988 Stimmen (62,5 Prozent) ins House of Commons gewählt und vertrat diesen Wahlkreis bis zu seinem Verzicht bei den Unterhauswahlen vom 3. Mai 1979. Bei den darauf folgenden acht Unterhauswahlen wurde er jeweils mit einer breiten absoluten Mehrheit wiedergewählt.
1957 war Strauss Teil einer Kontroverse, die wichtige Fragen über parlamentarische Privilegien hervorriefen. In einem Brief an Reginald Maudling, den damaligen Generalzahlmeister (Paymaster General) der Regierung der Conservative, teilte Strauss diesem mit, dass er Informationen erhalten hätte, dass die Londoner Elektrizitätsgesellschaft (London Electricity Board) Schrottkabel unterhalb des erzielbaren Preises entsorgen würde, und verlangte eine unmittelbare Untersuchung. Nachdem Maudling Kontakt zur Gesellschaft aufgenommen hatte, erhielt Strauss von der Elektrizitätsgesellschaft ein Schreiben, in dem diese ihm mit einer Anzeige wegen Verleumdung drohte. Strauss brachte dies anschließend im Unterhaus vor und beanspruchte, dass der Brief eines Parlamentsmitglieds an einen Minister, der sich auf eine öffentliche Behörde bezieht, den Schutz des parlamentarischen Privilegs genießen sollte. Dies führte letztlich zu einer grundsätzlichen Diskussion über parlamentarische Privilegien.
Nach der London Electricity Board-Affäre war Strauss auch Teil einer weiteren parlamentarischen Kontroverse. Dabei ging es um die Frage, ob die britische Entscheidung zur Herstellung einer Atombombe bereits während der Amtszeit von Premierminister Attlee getroffen worden ist. Strauss verfasste aufgrund seiner damaligen Funktion als Versorgungsminister einen Brief an die Tageszeitung The Times, in dem er vehement verneinte, dass es eine solche Verabredung gegeben hätte und hob hervor, dass direkte Fragen und die richtigen Fragen im Parlament niemals gestellt wurden.
1974 wurde Strauss, der 1968 maßgeblich an der Verabschiedung eines Gesetzentwurfs zum Verbot der Theaterzensur beteiligt war, wurde 1974 als dienstältester Unterhausabgeordneter Nachfolger von Robin Tranmire als Father of the House und bekleidete diese Funktion bis zu seinem Ausscheiden aus dem House of Commons. Nachfolger als Father of the House wurde im Anschluss John Parker.

### Oberhausmitglied
Durch ein Letters Patent vom 9. Juli 1979 wurde Leonard aufgrund des Life Peerages Act 1958 als Life Peer mit dem Titel Baron Strauss, of Vauxhall in the London Borough of Lambeth, in den Adelsstand erhoben und gehörte bis zu seinem Tod dem House of Lords als Mitglied an. 
Seine offizielle Einführung (House of Lords) erfolgte am 11. Juli 1979 mit Unterstützung durch Edward Shackleton, Baron Shackleton und Fred Peart, Baron Peart.